# Désengagement des superpuissances
Le désengagement des superpuissances est une option de politique étrangère par laquelle les nations les plus puissantes, les superpuissances, réduisent leurs interventions dans une zone. 

## Définition du concept
Un tel désengagement peut être multilatéral entre superpuissances ou puissances inférieures, ou bilatéral entre deux superpuissances, ou alors unilatéral. Cela peut signifier la fin des interventions directes ou indirectes. Par exemple, le désengagement peut signifier que les superpuissances retirent leur soutien aux mandataires dans les  guerres par procuration afin de désamorcer un conflit de superpuissance vers un problème local basé sur des différends locaux. Le désengagement peut créer des tampons entre les superpuissances qui pourraient prévenir les conflits ou réduire l'intensité des conflits.

## Exemples historiques
Le terme fait généralement référence à diverses propositions politiques pendant la guerre froide qui tentaient de désamorcer les tensions entre l'Union soviétique et les États-Unis, en grande partie à cause du risque que tout conflit de superpuissance dégénère en guerre nucléaire. Des exemples de désengagement unilatéral incluent lorsque Joseph Staline décide de mettre fin au soutien soviétique à la guérilla communiste en Grèce pendant la guerre civile grecque (1946-1949) et lorsque le président américain Richard Nixon (1969-1974) retire les troupes américaines du Vietnam au début des années 1970.
Les candidats les plus importants au désengagement sont là où les forces soviétiques et américaines se font directement face, comme en Allemagne et en Autriche. Le traité d'État autrichien est un exemple de désengagement formel, multilatéral et de superpuissance qui laisse l'Autriche neutre pendant toute la durée de la guerre froide, l'Autriche restant en dehors du Pacte de Varsovie, de l'OTAN et de la Communauté économique européenne. La note de Staline de 1952 est peut-être la proposition la plus controversée de désengagement des superpuissances de l'Allemagne,.